# Anglo-Celtic Watch Company
La Anglo-Celtic Watch Company est une entreprise d'horlogerie britannique, établie en 1946 et en activité jusqu'en 1980.

## Historique
Elle est fondée, sous l'impulsion du gouvernement britannique, par Smiths Industries Ltd, Ingersoll Watch Company (en) et initialement Vickers-Armstrong. Vickers-Armstrong vendit ses actions aux deux autres sociétés en 1948.  Ingersoll se retire de l'entreprise en 1969 mais a continué à commercialiser certains modèles.
Elle inaugure à Ystradgynlais dans la communauté du Powys, au pays de Galles le 15 mars 1947 la plus grande usine de fabrication de montres du Royaume-Uni, The Gurnos Works surnommé Tick Tock, qui avait commencé à fonctionner en août 1946. Cette usine d'environ 9 500 m2 partage le site avec la Enfield Clock Factory, un établissement frère en activité a partir de janvier 1949.
L'Anglo-Celtic Watch Co. Ltd était unique en ce sens qu'elle était à un moment donné la seule entreprise au monde à produire une montre à partir des matières premières jusqu'au produit fini emballé. Les seules pièces achetées étaient le ressort spiral et le cristal.
Elle emploie un pic de 1 420 personnes (72 % de femmes, 28 % d'hommes) et fabrique plus de trente millions de montres mécaniques puis à à quartz jusqu'en juin 1980 exporté dans quelque 60 pays.